# Edward Shearmur
Edward Shearmur (Londres, 28 de febrer de 1966), també conegut com a Ed Shearmur, és un compositor anglès de bandes sonores de pel·lícules, i guanyador d'un Premi Emmy l'any 2006. Ha treballat en la banda sonora de pel·lícules com Intencions perverses (1999), Miss Congeniality (2000), The Sweetest Thing (2002), The Skeleton Key (2005) o Sense sortida (2011), entre d'altres.
A més de la feina en el món del cine, Sheamur sempre ha tingut un profund interès per al rock 'n' roll, i ha col·laborat com a teclista i realitzant arranjaments amb un gran nombre d'artistes de primer nivell com Eric Clapton, Annie Lennox, Pink Floyd, Marianne Faithfull, Bryan Adams, Echo & the Bunnymen, Jimmy Page i Robert Plant.

## Biografia
Edward Shearmur va néixer el 28 de febrer de 1966 a Londres, el Regne Unit. Va començar a l'edat de set anys a cantar al cor de la Westminster Abbey. També va estudiar a la Royal College Of Music. El 2004 va ser nomenat com «millor compositor de l'any» per la International Film Music Critics Association. L'any 2005 va ser convidat a formar part de l'Acadèmia de les Arts i les Ciències Cinematogràfiques.

## Filmografia
| Any  | Pel·lícula                                                            |
| ---- | --------------------------------------------------------------------- |
| 1999 | Intencions perverses (Cruel Intentions)                               |
| 2000 | Miss agent especial (Miss Congeniality)                               |
| 2001 | K-pax                                                                 |
| 2002 | La cosa més dolça (The Sweetest Thing)                                |
| 2003 | Johnny English                                                        |
| 2004 | Sky Captain i el món del demà (Sky Captain and the World of Tomorrow) |
| 2004 | Laws Of Attraction                                                    |
| 2005 | Derailed                                                              |
| 2007 | Epic Movie                                                            |
| 2008 | Righteous Kill                                                        |
| 2009 | Bride Wars                                                            |
| 2010 | Furry Vengeance                                                       |
| 2011 | Sense sortida (Abduction)                                             |

## Premis i nominacions
Premi Emmy
| Any  | Categoria                         | Programa          | Resultat  |
| ---- | --------------------------------- | ----------------- | --------- |
| 2006 | Millor música d'un tema principal | Masters Of Horror | Guanyador |